# Ilse Wolfrom

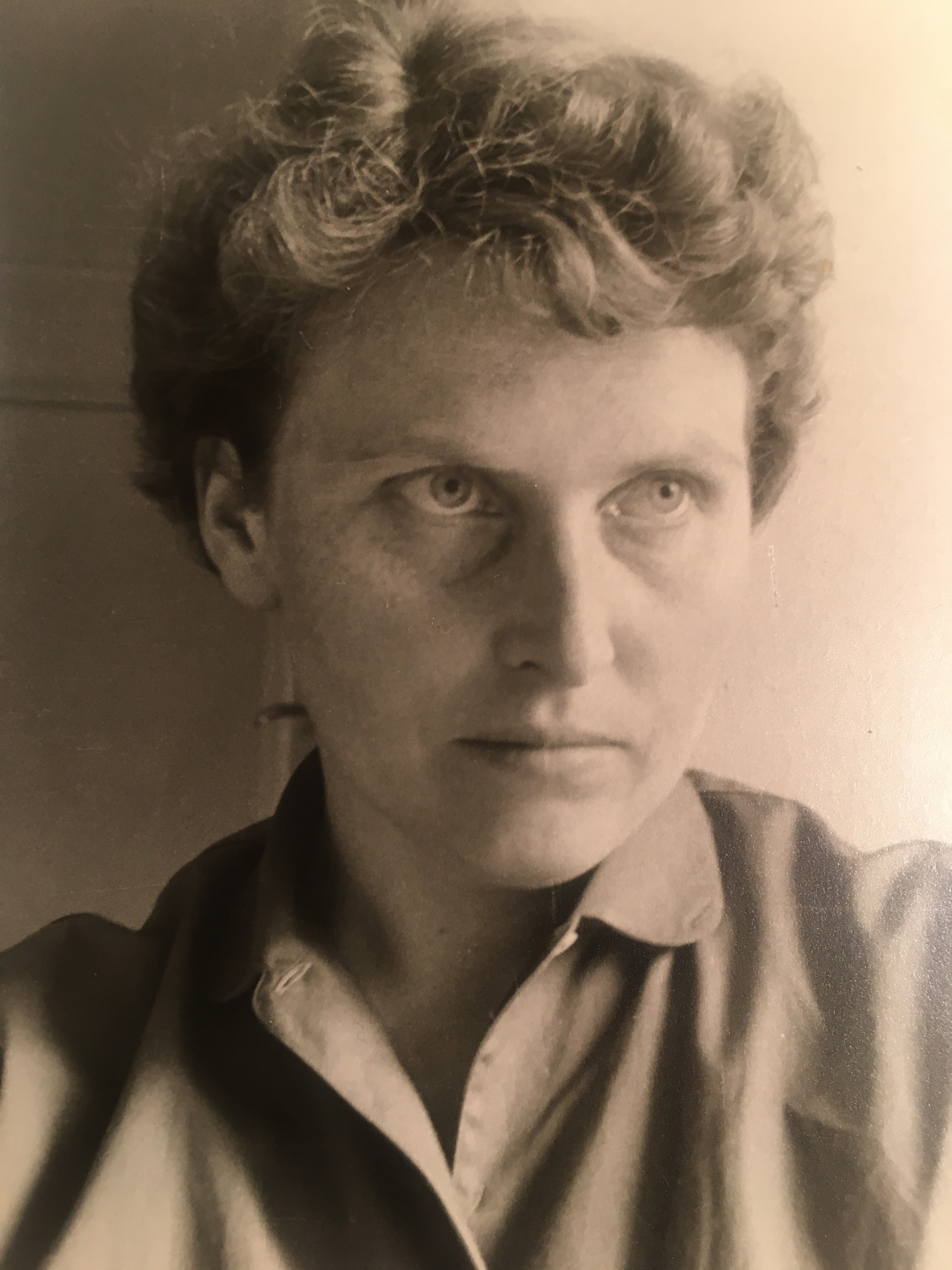
Ilse Wolfrom, 1955

Ilse Wolfrom (* 27. Dezember 1922 in Bremen; † 26. Dezember 2024 in Bad Kreuznach) war eine deutsche Fachärztin für innere Kinderkrankheiten und Chirurgie, die eine eigene Abteilung für Kinderchirurgie im Diakonischen Krankenhaus in Bad Kreuznach initiierte und bis zu ihrer Pensionierung im Jahr 1985 leitete. Sie wird zu den Wegbereitern dieses Fachs im deutschsprachigen Raum gezählt.

## Leben
Ilse Wolfrom wurde als jüngstes von vier Kindern in Bremen-Vegesack geboren.
Im Kriegsjahr 1941 bestand sie das Abitur, wurde aber zunächst für weibliche Kriegshilfsdienste in Hamburg und Dresden angefordert. Sie leistete dann ein praktisches Jahr in einer Freiburger Klinik und konnte sich dort fürs Medizinstudium immatrikulieren. Vier vorklinische Semester beendete sie mit dem Physikum. Mit der Bombardierung von Freiburg im November 1944 wurde der weitere Studienbetrieb eingestellt. Mit einer Kommilitonin – die ihr in der Bombennacht durch eine glückliche Fügung das Leben rettete – meldete sie sich beim Deutschen Roten Kreuz als Schwesternhelferinnen nach Dresden. Nach dem Bombenangriff dort versorgten sie Tag und Nacht verwundete und verbrannte Menschen. Im April 1945 wanderte Ilse Wolfrom zu Fuß von Dresden nach Bremen in die Heimat zurück.
Es erwies sich als äußerst schwierig, das Studium fortzusetzen, da Heimkehrer aus dem Krieg bevorzugt wurden. Nach mehreren unbezahlten Famulaturen wurde sie 1947 endlich zur Fortsetzung ihres Studiums an der Universität Mainz zugelassen. Dort promovierte sie 1949 mit einer Arbeit über einen Fall von Nierenbecken-Sarkom und bekam 1950 ihre Approbation. Dann ging sie wieder nach Bremen und war anderthalb Jahre an zwei Bremer Kinderkliniken unter anderem bei Fritz Rehbein tätig, sah aber dort keine Entwicklung und keine Perspektive. So lernte sie nebenbei Schwedisch und wanderte 1951 nach Schweden aus. Während sie mit einfachen Hilfs-Jobs ihren Lebensunterhalt bestritt, lernte sie weiter Schwedisch und konnte die Sprachprüfung für Ärzte ablegen. Danach bekam sie dann ärztliche Vertretungstätigkeiten in mehreren schwedischen Städten angeboten. 1957 arbeitete sie bei Theodor Ehrenpreis (1909–1999), einem Professor für Kinderchirurgie in Stockholm. Auf dessen Empfehlung wechselte sie dann für 6 Monate zur  Kinderchirurgin Isabella Forshall in Liverpool, die dort eine Fachabteilung für neonatale Medizin leitete. Sie war und blieb ihr eine exzellente Mentorin. 1958 hielt Wolfrom an der Royal Academy in London einen Vortrag über die Leberruptur bei Neugeborenen.
1958 kehrte Ilse Wolfrom nach Deutschland zurück und erwarb die Anerkennung als Fachärztin für innere Kinderkrankheiten am Elisabeth-Kinderkrankenhaus in Oldenburg Kreyenbrück. 1959 erfolgte der Umzug aus privaten Gründen nach Bad Kreuznach. Zunächst war sie an der dortigen Rheumaklinik als Ärztin tätig, dann bekam sie 1961 einen Arbeitsvertrag als Chirurgin im Diakonie-Krankenhaus der Stadt. 1962 erfolgte die fachärztliche Anerkennung als Chirurgin, 1970 die Anerkennung als Fachärztin für Kinderchirurgie. Auf ihre Initiative wurde dann eine eigene Abteilung für Kinderchirurgie an der Diakonie in Bad Kreuznach eingerichtet, welche sie bis zu ihrer Pensionierung 1985 leitete.
Ilse Wolfrom lebte in ihrer Wahlheimat Rheinland-Pfalz.

## Publikationen
- Ein Fall von Nierenbecken-Sarkom. Mainz, Med. F., Dissertation vom 8. Dezember 1949.
- Rupture of the Liver in the Newborn. In: Archives of disease in childhood. Band 34, Nr. 173, 1959, S. 30–32.